# Raymond Castellón
Raymond Castellón, nacido de padre puertorriqueño y madre dominicana, es un cantante y productor puertorriqueño que actualmente reside en Miami (Florida).

## Biografía
Desde joven se interesó por el mundo de la música y la interpretación, formando junto con otros amigos el grupo "Illusions". Más tarde, pasa a formar parte del grupo "Unik-Ko", junto a Dennis Nieves, Sabino Cotto y Tico Santana. Con esta agrupación recorrió varios países y grabó los siguientes álbumes:
- "Unik-Ko" (1992) Sony International
- "Razones" (1994) Sony International
- "Ven y pruébalo" (1995) Sony International

Incansable en la búsqueda de elementos que acentúen la expresión musical urbana y contemporánea, Raymond Castellón representa a una generación de artistas polifacéticos.
Comenzó su carrera desde joven, es la perfecta armonía antillana: boricua por el lado paterno, dominicano por el lado materno. De las dos islas, el sabor y el sentimiento que le da a sus canciones, ya sea cuando las compone para otros o cuando las interpreta en sus discos.
Sus inicios en el arte se remontan a la Isla del Encanto, Puerto Rico, cuando formó parte de los grupos Ilussions y Unik-Ko, este último conjunto cobró gran fama tanto en suelo boricua como en otros países de habla hispana, y en los mercados latinos de los Estados Unidos.
La decisión de lanzarse como solista le presentó nuevos retos: establecer su estilo dentro del beat contemporáneo, sin caer en lo trillado, resaltando la cultura, la mezcla de sonidos, con letras escritas también para el alma y que beben del lirismo de la tradición musical del Caribe, cuando compone para otros o las interpreta en sus discos.
Su música es heterodoxa, sincrética, abierta a influencias, modas y estilos. Se reconoce el pop, lo tropical, que incluye la vastedad y la riqueza de los géneros musicales caribeños. Raymond devela a un artista de vocación, que se ha hecho a su propio tempo. Urgando constantemente en todos los aspectos del mundo del espectáculo, producción, composición, y presentación en vivo.
Uno de sus proyectos ha sido el programa televisivo, El BBQ de Raymond Castellon, que más que un reality magazine del mundo musical, documenta
el quehacer de los músicos dentro del contexto cultural y social de los protagonistas en sus respectivos países.
Actualmente, presenta el nuevo formato, EL VIP DE RAYMOND CASTELLON. Dueño de su casa productora Urban Town Evolution – una firma productora y discográfica estilo boutique innovadora - revalida sus destrezas como productor y director de proyectos de gran envergadura, colaborando junto al actor y productor Eduardo Verastegui quien es productor ejecutivo de este programa con un formato diferente, donde el espectador conoce el corazón del artista. ha trabjando en grandes producciones de audiovisuales de artistas como Chayanne, Ricky Martin, Ednita Nazario,, entre otros. En el género urbano ha trabajado con White Lion Records, en videos para Julio Voltio, Jowel y Randy, Tego Calderón, Calle 13 y entre otros.
Su creatividad, sueños y ansías de alquimista hacen que cada proyecto sea especial, que siempre colabore con artista nuevos y se comprometa con el arte en toda su expresión. Raymond Castellón es un creador dentro de un cosmos, un universo donde él no deja espacios al vacío, y los llena con la vital continuidad, de ese día a día, que no olvida de dónde viene Raymond Castellón, de su entorno, de su condición de isleño, urbano y caribeño.

## Producción musical
Iniciando un receso forzado de su carrera como cantante, lanza en 2006 el álbum Campo Urbano. También comienza a trabajar en la producción audiovisual con el reconocido director Pablo Croce, con quien inició una productora, teniendo oportunidad de trabajar con artistas como Alejandro Fernández, Ednita Nazario, Tego Calderón o Julio Voltio.
En el 2000, lanza su primer disco Raymond  donde cuenta con las canciones  "Brilla" canción escrita por Enrique Iglesias y Armando Lanirraga y " Mari (contigo)" con Gerardo Mejia (Rico Suave). Su álbum “Campo Urbano”, con temas como “Se me va la vida” y “Despiértame” es uno de los discos más completos, según han señalado avezados críticos de la música.
En 2003, trabajó en la producción y promoción del debut musical de la actriz Roselyn Sánchez, "Borinqueña" (2003).
En Colombia, dirigió el rodaje del videoclip "Amor de pobre", tema que interpreta Zion junto a Eddie Dee.
En 2008 se publica "Campo Urbano" bajo licencia de EMI Music Spain, y producido, a través de "Urban Town Evolution", por el propio Raymond Castellón y Dennis Nieves. En este álbum se pueden encontrar colaboraciones de Sacha Nairobi, John Eric "La Roca" Osorio y Yadam.
En 2014 lanzó su álbum Siento el amor que incluye la colaboración de Charlee Way.

## Producción televisiva
Dirige y produce. "El BBQ DE Raymond Castellon  "El VIP de Raymond Castellón", un reality magazine de actualidad musical que produce con su productora Urban Town Evolution.
Productor Ejecutivo - Documental [Seamos Héroes} protagonizado  por Eduardo Verastegui.